# Ryan Lewis
Ryan Lewis (Spokane, 25 marzo 1988) è un produttore discografico, disc jockey, regista, graphic designer e fotografo statunitense.
Oltre ad aver prodotto il proprio album, Instrumentals, ha prodotto gli album The VS. EP (2009), The VS. Redux (2010), The Heist (2012) e This Unruly Mess I've Made (2016), grazie alla collaborazione, nata nel 2006, con il rapper statunitense Macklemore. Lewis ha prodotto, registrato e mixato tutti i pezzi del duo, oltre ad averne diretto i video musicali, tra cui And We Danced, Thrift Shop, Same Love, Otherside, Can't Hold Us, White Walls e Downtown.

## Biografia
Lewis nasce il 25 marzo 1988 a Spokane, in Washington, dove frequenta la Ferris High School per poi diplomarsi alla Roosevelt High School di Seattle. Si laurea presso la Università del Washington. Fin da piccolo suona la chitarra in alcuni gruppi musicali rock per poi interessarsi, dall'età di 15 anni, alla fotografia e alla produzione audio.
Diventa fotografo professionista e dall'estate 2006 inizia a lavorare con il rapper Macklemore. Nasce così un'amicizia che nel 2008, dopo la produzione congiunta di un paio di canzoni, diventa una stabile collaborazione, denominata "Macklemore & Ryan Lewis", che si realizza con la produzione di diversi album.

### Gli inizi
Nel 2008, Lewis gira il video per il suo mash-up dei brani di 2Pac Crooked Nigga Too, e di Franz Ferdinand Take Me Out. Nello stesso anno pubblica l'EP Instrumentals. Nel 2009 rende disponibile gratis online l'album Symmetry & Ryan Lewis LP.

### The VS. EP
Il 7 novembre 2009 esce il primo album prodotto in collaborazione con Macklemore. Il disco contiene 7 brani, i cui temi ricorrenti sono la violenza, l'abuso di droghe e la lotta per il potere riferiti alla vita di strada dei giovani. Nello stesso anno Il disco si aggiudica il settimo posto nella classifica hip hop di iTunes.

### The VS. Redux
The Vs. Redux è la seconda versione del primo album, The VS. EP, sempre prodotto in collaborazione con Macklemore, il cui obiettivo era di introdurre nuove versioni remixate di alcune tracce contenute nel primo album da parte di nuovi artisti emergenti, come la nuova versione di Crew Cuts prodotta da Jake One che inserisce nella canzone nuovi bassi e parti strumentali. Nell'album viene aggiunto anche il brano di Lewis, Vipassana.

### The Heiste il successo

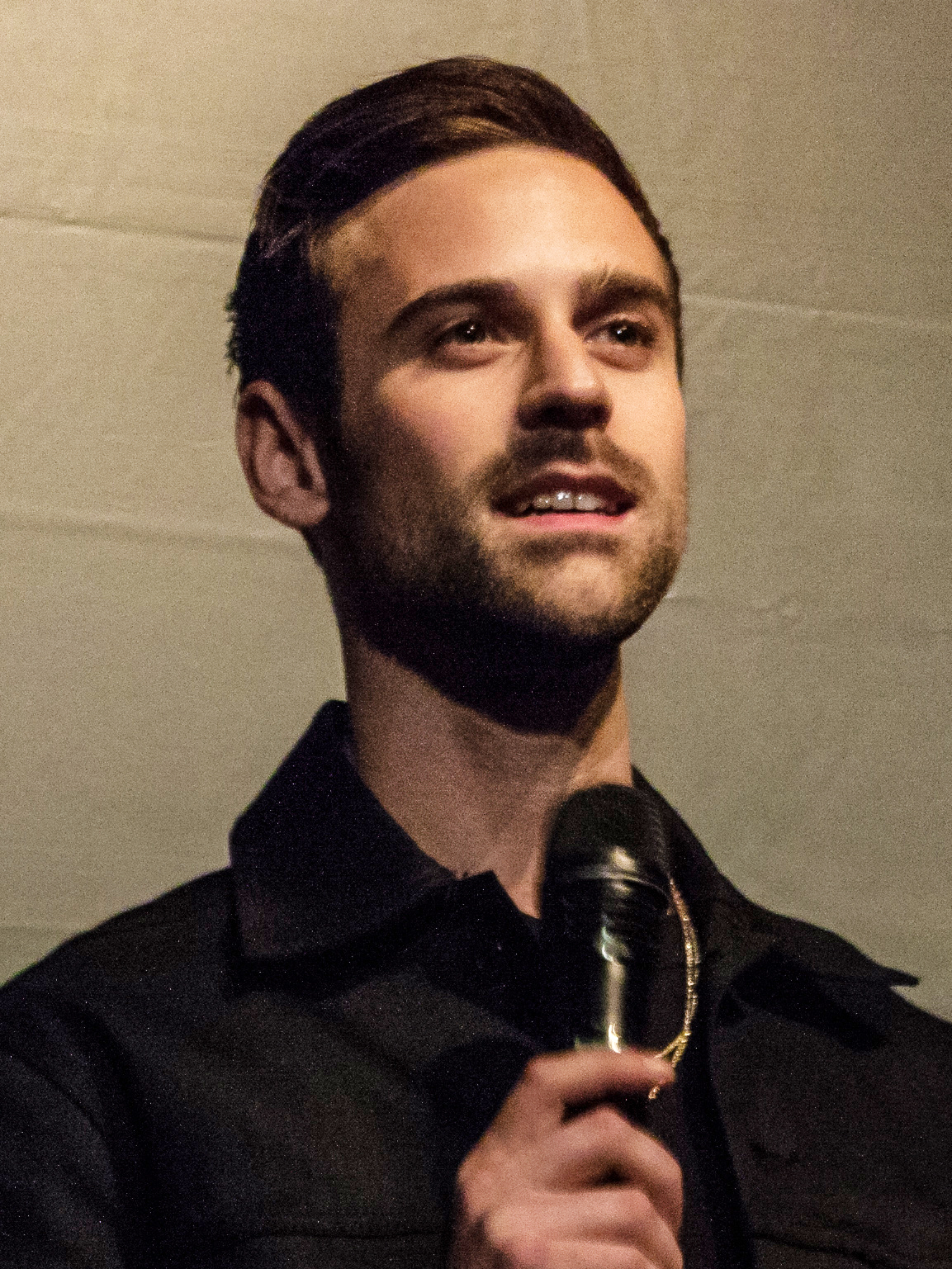
Ryan Lewis nel 2012

Nel dicembre 2010, il duo pubblica la canzone My Oh My tributo della scomparsa, il mese precedente, di Dave Niehaus, un famoso commentatore sportivo della squadra di baseball Seattle Mariners, tanto che l'8 aprile 2011 Macklemore & Ryan Lewis si esibiscono nello stadio di fronte a 48.000 partecipanti.
Nel mese di luglio 2012 annunciano l'uscita del loro primo album completo, The Heist, pubblicato il 9 ottobre 2012 e seguito da un tour mondiale per promuoverne l'uscita. The Heist raggiunge la posizione numero uno nelle vendite di iTunes negli Stati Uniti entro poche ore dalla pubblicazione. Nel 2012 l'album riscuote un grande successo in tutto il mondo. Dal disco vengono estratti due singoli, My Oh My e Wings.
Il successo arriva però con la pubblicazione del terzo singolo estratto, Can't Hold Us, pubblicato il 16 agosto 2012 e realizzato in collaborazione con Ray Dalton: esso raggiunge il primo posto della Billboard Hot 100 e rientra nelle Top 5 di 20 nazioni del mondo e vende 7 milioni di copie globalmente. Il quarto singolo estratto, Same Love, pubblicato il 18 luglio, raggiunge la prima posizione in Australia, Nuova Zelanda e Regno Unito, fermandosi alla #1 negli Stati Uniti; il singolo riscuote un discreto successo, seppur minore rispetto all'altro singolo dell'album, e vende circa 3 milioni di copie.
Il quinto ed ultimo singolo, Thrift Shop, pubblicato il 28 agosto 2012 e in collaborazione con Wanz, ottiene un successo planetario, conquistando la vetta della Billboard Hot 100 e di altri 15 Paesi, tra cui Australia, Canada, Nuova Zelanda, Italia, Francia, Danimarca, Regno Unito, Paesi Bassi, Belgio, Finlandia e Svizzera. Per esso è stato realizzato un videoclip, pubblicato il 29 agosto 2012. Il singolo ha venduto oltre 6,5 milioni di unità solo nel 2012; le vendite totali corrispondono a 12,3 milioni di copie vendute in tutto il mondo, ed è uno dei singoli più venduti nel mondo.
Nel mese di ottobre The Heist debutta al secondo posto della Billboard 200, vendendo 78.000 unità digitali alla prima settimana; il disco viene certificato disco di platino negli Stati Uniti dalla Recording Industry Association of America per aver fatto vendere oltre 1.000.000 unità, mentre riesce a vendere 2 milioni di copie ad agosto 2014. Nell'agosto 2012 parte il The Heist World Tour per promuovere l'album.

### Il ritorno eThis Unruly Mess I've Made
Nel 2015, dopo un lungo periodo di pausa torna sulla scena internazionale insieme a Macklemore con il singolo Growing Up (Sloane's Song), un featuring con Ed Sheeran. Il 27 agosto 2015 pubblicano per il download digitale il nuovo singolo, Downtown, insieme a Eric Nally, Kool Moe Dee, Melle Mel e Grandmaster Caz e che anticipa il loro terzo album di inediti. Il brano viene presentato per la prima volta durante la cerimonia di apertura degli MTV Video Music Awards il 30 agosto 2015. Il 25 ottobre, agli MTV European Music Awards, Macklemore & Ryan Lewis vincono il premio della categoria Miglior video con Downtown. Il 22 novembre si esibiscono sul palco degli American Music Award cantando il brano Kevin, brano del nuovo album, insieme a Leon Bridges. Il 15 gennaio 2016, tramite i social e il loro sito ufficiale, annuncia insieme a Macklemore l'uscita del loro nuovo album, intitolato This Unruly Mess I've Made, prevista per il 26 febbraio dello stesso anno.

## Discografia

### Album in studio
- 2009 – Symmetry & Ryan Lewis LP (con Symmetry)
- 2012 – The Heist (& Macklemore)
- 2016 – This Unruly Mess I've Made (& Macklemore)

### EP
- 2008 – Instrumentals
- 2009 – The VS. EP (& Macklemore)
- 2010 – The VS. Redux (& Macklemore)

### Singoli
- 2012 – Wings (& Macklemore)
- 2013 – Can't Hold Us (& Macklemore, feat. Ray Dalton)
- 2012 – Same Love (& Macklemore, feat. Mary Lambert)
- 2012 – Thrift Shop (& Macklemore, feat. Wanz)
- 2013 – White Walls (& Macklemore, feat. Schoolboy Q e Hollis)
- 2015 – Downtown (& Macklemore, feat. Eric Nally, Melle Mel, Kool Moe Dee e Grandmaster Caz)

#### Singoli promozionali
- 2010 – My Oh My (& Macklemore)
- 2011 – Otherside (& Macklemore, feat. Fences)
- 2014 – Irish Celebration (& Macklemore)
- 2015 – Growing Up (Sloane's Song) (& Macklemore, feat. Ed Sheeran)

## Riconoscimenti
| Anno | Cerimonia                    | Categoria                               | Candidato               | Risultato       |
| ---- | ---------------------------- | --------------------------------------- | ----------------------- | --------------- |
| 2013 | BET Awards                   | Best Group                              | Macklemore & Ryan Lewis | Vincitore/trice |
| 2013 | BET Awards                   | Video of the Year                       | Thrift Shop             | Candidato/a     |
| 2013 | Billboard Music Awards       | Rap Album of the Year                   | The Heist               | Candidato/a     |
| 2013 | Billboard Music Awards       | Rap Song of the Year                    | Thrift Shop             | Vincitore/trice |
| 2013 | Billboard Music Awards       | Top Digital Song                        | Thrift Shop             | Candidato/a     |
| 2013 | MTV Video Music Awards       | Video Of The Year                       | Thrift Shop             | Candidato/a     |
| 2013 | MTV Video Music Awards       | Best Hip-Hop Video                      | Can't Hold Us           | Vincitore/trice |
| 2013 | MTV Video Music Awards       | Best Cinematography                     | Can't Hold Us           | Candidato/a     |
| 2013 | MTV Video Music Awards       | Best Direction                          | Can't Hold Us           | Candidato/a     |
| 2013 | MTV Video Music Awards       | Best Editing                            | Can't Hold Us           | Candidato/a     |
| 2013 | MTV Video Music Awards       | Best Video With A Social Message        | Same Love               | Vincitore/trice |
| 2013 | mtvU Woodie Awards           | Branching Out Woodie                    | Macklemore & Ryan Lewis | Vincitore/trice |
| 2013 | MuchMusic Video Awards       | International Video of the Year – Group | Thrift Shop             | Vincitore/trice |
| 2013 | O Music Awards               | Best Web-Born Artist                    | Macklemore & Ryan Lewis | Candidato/a     |
| 2013 | Teen Choice Awards           | Hip-Hop/Rap Artist                      | Macklemore & Ryan Lewis | Vincitore/trice |
| 2014 | Grammy Awards                | Song of the Year                        | Same Love               | Candidato/a     |
| 2014 | Grammy Awards                | Best New Artist                         | Macklemore & Ryan Lewis | Vincitore/trice |
| 2014 | Grammy Awards                | Album of the Year                       | The Heist               | Candidato/a     |
| 2014 | Grammy Awards                | Best Rap Performance                    | Thrift Shop             | Vincitore/trice |
| 2014 | Grammy Awards                | Best Rap Song                           | Thrift Shop             | Vincitore/trice |
| 2014 | Grammy Awards                | Best Rap Album                          | The Heist               | Vincitore/trice |
| 2015 | MTV Europe Music Awards 2015 | Best Video                              | Downtown                | Vincitore/trice |
| 2015 | MTV Europe Music Awards 2015 | Best Look                               | Macklemore & Ryan Lewis | Candidato/a     |